# 田渕哲也
田渕 哲也（田淵 哲也、たぶち てつや、1925年〈大正14年〉11月11日 - 2024年〈令和6年〉10月26日）は、日本の政治家。参議院議員（4期、民社党）。

## 来歴
神戸市生まれ。1944年（昭和19年）9月、旧制姫路高校（現・神戸大学国際人間科学部、神戸大学文学部、神戸大学理学部）卒。大阪大学工学部中退。1951年（昭和26年）4月、大阪日産自動車入社。大阪日産自動車労働組合組合長、全日本自動車販売労働組合組合長。日本自動車産業労連副会長を経て、1968年（昭和43年）の第8回参議院議員通常選挙で民社党から全国区に立候補して当選し、4期務める。この間、民社党中央執行委員、選対委員長、参議院会長などを歴任した。1992年（平成4年）に引退した。
1996年（平成8年）4月の春の叙勲で勲二等に叙され、旭日重光章を受章する。
2024年10月26日、老衰のため、神奈川県川崎市の老人ホームで死去した。98歳没。死没日付をもって正四位に叙された。